# Pilopogon bernoullii
Pilopogon bernoullii là một loài Rêu trong họ Dicranaceae. Loài này được (Müll. Hal.) Müll. Hal. miêu tả khoa học đầu tiên năm 1900.